# Påvadalens naturreservat
Påvadalen är ett naturreservat i Alfshögs socken i Falkenbergs kommun i Halland.
Strax sydväst om Vessigebro är detta reservat beläget, alldeles söder om Alfshögs kyrka och Katrinebergs folkhögskola. Området utgörs av en lövskogsklädd bäckravin som ringlar sig ned till ån Ätran. Omkring ravinen finns jordbruksbygd. Reservatet är skyddat sedan 2008 och omfattar 18 hektar. Här i den fuktiga miljön trivs mossor och lavar. Här finns på vår och sommar en blomsterprakt av vitsippor, svalört, majsmörblomma och vårlök. Lövträden hassel och klibbal dominerar tillsammans med alm, ask och hägg.
 
Av alla fåglar i området kan forsärla och kungsfiskare nämnas. I bäcken finns nejonöga och möjligen även havsvandrande öring och atlantlax.

## Källa
- Påvadalen, Länsstyrelsen i Hallands län

1. 1 2 3 4 5  Skyddade områden, naturreservat, 18 december 2015, läs onlineläs online, läst: 20 januari 2017.[källa från Wikidata]
2. ↑  Skyddade områden, naturreservat, 25 februari 2020, läs onlineläs online, läst: 25 februari 2020.[källa från Wikidata]